# Asphodeline tenuior
Asphodeline tenuior е вид растение от семейство Xanthorrhoeaceae. Видът е световно застрашен, със статут Уязвим.

## Разпространение
Разпространен е в Руска федерация.